# Polysphaeria dischistocalyx
Polysphaeria dischistocalyx là một loài thực vật có hoa trong họ Thiến thảo. Loài này được Brenan miêu tả khoa học đầu tiên năm 1949.